# Josef Schlagnitweit
Josef Schlagnitweit (* 10. März 1881 in Emmerstorf, Gemeinde Hofkirchen im Mühlkreis; † 23. Jänner 1922 in Hofkirchen im Mühlkreis) war ein österreichischer Landwirt und Politiker (CS). Schlagnitweit war zwischen 1919 und 1922 Abgeordneter zum Oberösterreichischen Landtag.
Josef Schlagnitweit wurde als Sohn des Landwirts Georg Schlagnitweit geboren, wobei er 1905 den elterlichen Hof, das Leopoldgut in Emmersdorf Nr. 9, übernahm. Schlagnitweit engagierte sich daneben als Obmann der landwirtschaftlichen Bezirksgenossenschaft, war Obmann der Druschgesellschaft und beieideter Sachverständiger. Politisch war er als Vizebürgermeister aktiv, ab dem 23. Juni 1919 vertrat er die Christlichsoziale Partei im Landtag. Schlagnitweit verstarb 1922 an den Folgen einer Grippeerkrankung. 